# Cornus parviflora
Cornus parviflora — вид квіткових рослин з родини деренових (Cornaceae).

## Біоморфологічна характеристика
Це дерево чи кущ 3–8 метрів заввишки. Кора жовтувато-коричнева. Молоді гілки тонкі, 4-гранні, з рідкісними сіруватими трихомами; старі гілки сірувато-коричневі, з рідкісними жовтувато-коричневими сочевичками. Листки супротивні; пластинка від вузько-еліптичної до еліптично-ланцетної форми, 4–6.5 × 1.6–3.3 см, абаксіально (низ) світло-зелена з рідкісними білими короткими притиснутими трихомами, верхівка від загостреної до ± хвостатої. Суцвіття 4–12 см завширшки, запушені світло-жовтувато-білими короткими трихомами. Квітки білі, ≈ 4.5 мм у діаметрі. Частки чашечки широко трикутні. Пелюстки видовжено-ланцетні чи язичково-видовжені, ≈ 2.5 × 1 мм. Тичинки коротші від пелюсток. Плід обернено-яйцеподібний чи майже довгастий, 5–6 × ≈ 4 мм. Цвітіння: липень, плодоношення: серпень — вересень.

## Поширення
Росте в Азії: Китай (Гуйчжоу, Гуансі). Населяє густі ліси чи рідколісся, відкриті схили пагорбів.